# Korps Landelijke Politiediensten
Das Korps Landelijke Politiediensten (KLPD) war bis Anfang 2013 die zivile landesweite Polizei des europäischen Teils der Niederlande mit etwa 4.500 Mitarbeitern. Sie ging in dem Korps Nationale Politie auf.

## Aufgaben
Beim Landespolizeikorps (Korps Landelijke Politiediensten – KLPD) wurden diverse Stellen angesiedelt wie Wasserschutz-, Bahn- und Autobahnpolizei, Interpol-Verbindungsbüro, berittene Polizei und ein Sicherheitsdienst für Regierungseinrichtungen und Botschaften. Die KLPD ist auch für die Bekämpfung des organisierten Verbrechens und andere übergreifende Aufgaben zuständig.

## Geschichte
Das Land war seit einer großen Polizeireform 1994 in 25 Polizeiregionen (politieregio's) eingeteilt, die je über ein Regionalkorps (regiokorps) verfügen. Die 1945 errichtete Reichspolizei wurde wegen der Umgestaltung der Niederländischen Polizei 1994 aufgehoben und die Einheiten und Aufgaben bei der Regionalpolizei, dem KLPD und der Marechaussee untergebracht. Der Korpschef der KLPD untersteht seit 2000 direkt dem Innenminister (vorher dem Justizministerium). Korpschef war seit 1. Dezember 2007 Ruud Bik.
Anfang des Jahres 2013 fand erneut eine Umstrukturierung der niederländischen Polizei statt. Seit dem ersten Januar 2013 formen die vormals 25 regionalen Polizeikorps, die niederländische Landespolizei (Korps Landelijke Politiediensten) und das Kooperationszentrum der niederländischen Polizei eine gesamte niederländische Polizei, in der etwa 63.000 Bedienstete beschäftigt sind. 10 Polizeibezirke, denen jeweils ein Leiter vorsteht, die nationale Einheit und das Polizeidienstzentrum bilden dabei die neue Organisation des neuen Korps. Die Polizeibezirke sind
1. Noord Nederland
2. Oost Nederland
3. Midden Nederland
4. Noord Holland
5. Amsterdam
6. Den Haag
7. Rotterdam
8. Zeeland West-Brabant
9. Oost Brabant
10. Limburg.

Das neue Korps wird von Korpschef Gerad Bouman und seinen Stellvertretern Ruud Bik, Jannine van den Berg und Leon Kuijs geleitet. Die Neustrukturierung soll effizientes Arbeiten gewährleisten.

## Weitere nationale Polizeieinheiten
Die Koninklijke Marechaussee mit ungefähr 6.800 Mitarbeitern gehört organisatorisch als eigene Teilstreitkraft zur Niederländischen Armee und hat Aufgaben wie Grenzschutz, Bewachung der Flughäfen und den Personenschutz für die Königsfamilie.